# Johann Jakob Maienfisch

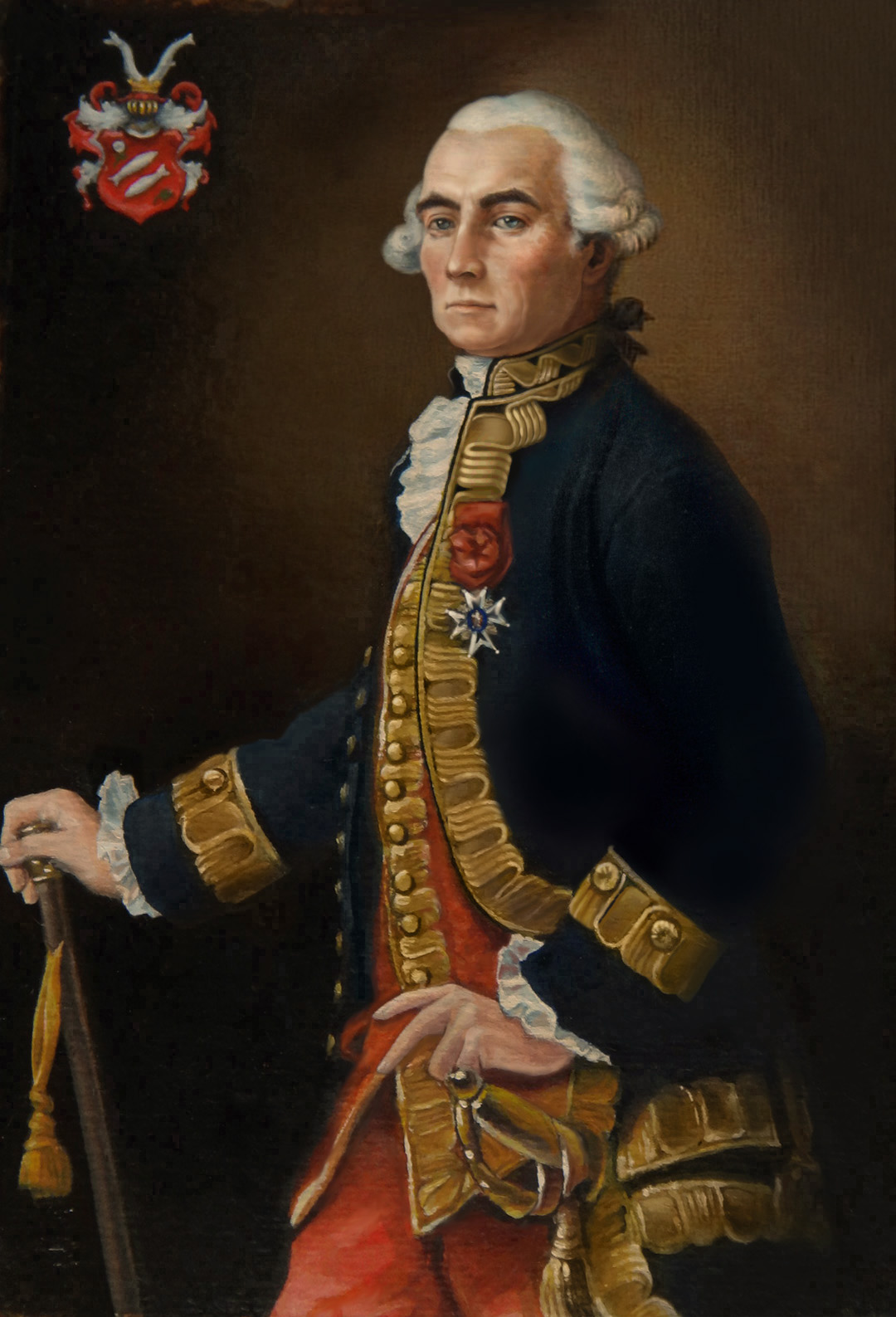
Porträt von Johann Jakob Maienfisch

Johann Jakob Maienfisch, auch Mayenfisch (* 8. Oktober 1726 in Kaiserstuhl AG; † 24. Januar 1802 in Bern) war ein Schweizer Militär und zuletzt Maréchal de camp der französischen Armee.

## Leben
Mayenfisch war ein Sohn des Statthalters Franz Mayenfisch in Kaiserstuhl und dessen Ehefrau Maria Helene, geb. Buol. Er erhielt seine Ausbildung bei den Jesuiten und trat 1743 als Fähnrich im Schweizerregiment Vigira in französische Kriegsdienste. 1746 wurde er zum Unterleutnant, 1748 zum Leutnant befördert. Bei der Belagerung von Genua im Österreichischen Erbfolgekrieg (1747) tat er als Aide-Major Dienst. 1750 wurde er stellvertretender Major, 1759 Hauptmann. In dieser Stellung diente er im Siebenjährigen Krieg, unter anderem in Marburg, Hanau, Göttingen und Mühlhausen. Für seine Verdienste im Gefecht bei Korbach am 10. Juli 1760 wurde er mit dem St. Ludwigsorden ausgezeichnet.
1761 erhielt Mayenfisch die Majorswürde des Regiments Castellas. 1762 wurde er Major à Pied, 1766 Oberstleutnant, 1773 Vizeoberst, 1774 Oberst sowie am 1. Mai 1780 Brigadier und am 1. Januar 1784 Maréchal de camp. Wenig später erhielt er seinen Abschied.
Mayenfisch liess 1764 das Marschallhaus in Kaiserstuhl erbauen. 1798 war er Mitglied des obersten Gerichtshofs der Helvetischen Republik. 

## Familie
Seit 1765 war Jakob von Mayenfisch mit Maria Elisabeth Dorothea Notburga Wurmer verheiratet, einer Tochter des Johann Ulrich Wurmer, Schultheiß und Ratsherr zu Kaiserstuhl, und dessen Ehefrau Maria Anna Dorothea, geb. Mayenfisch.

## Auszeichnungen
- Ordre royal et militaire de Saint-Louis (23. November 1760)